# Бялек, Бартош
Ба́ртош Бя́лек (пол. Bartosz Białek; родился 11 ноября 2001) — польский футболист, нападающий клуба «Дармштадт 98».

## Клубная карьера
Уроженец Бжега, Бялек начал футбольную карьеру в молодёжной команде одноимённого клуба. С 2011 по 2014 год играл за молодёжную команду «Олава», после чего стал игроком футбольной академии клуба «Заглембе» из Люблина. 10 ноября 2019 года дебютировал в основном составе «Заглембе» в матче Экстракласа (высшего дивизиона чемпионата Польши) против «Ракува», отметившись забитым мячом. Всего в сезоне 2019/20 забил 9 мячей в 19 матчах лиги.
19 августа 2020 года перешёл в немецкий «Вольфсбург», подписав с «волками» четырёхлетний контракт.
29 августа 2022 года перешёл на правах аренды в нидерландский «Витесс». 
12 июля 2023 года был арендован на сезон бельгийским клубом «Эйпен». 15 июля во время товарищеского матча получил тяжёлую травму колена и выбыл на несколько месяцев.

## Карьера в сборной
Выступал за сборные Польши до 15, до 17, до 18, до 19 лет и до 21 года.